# Keleti Huetár Királyság

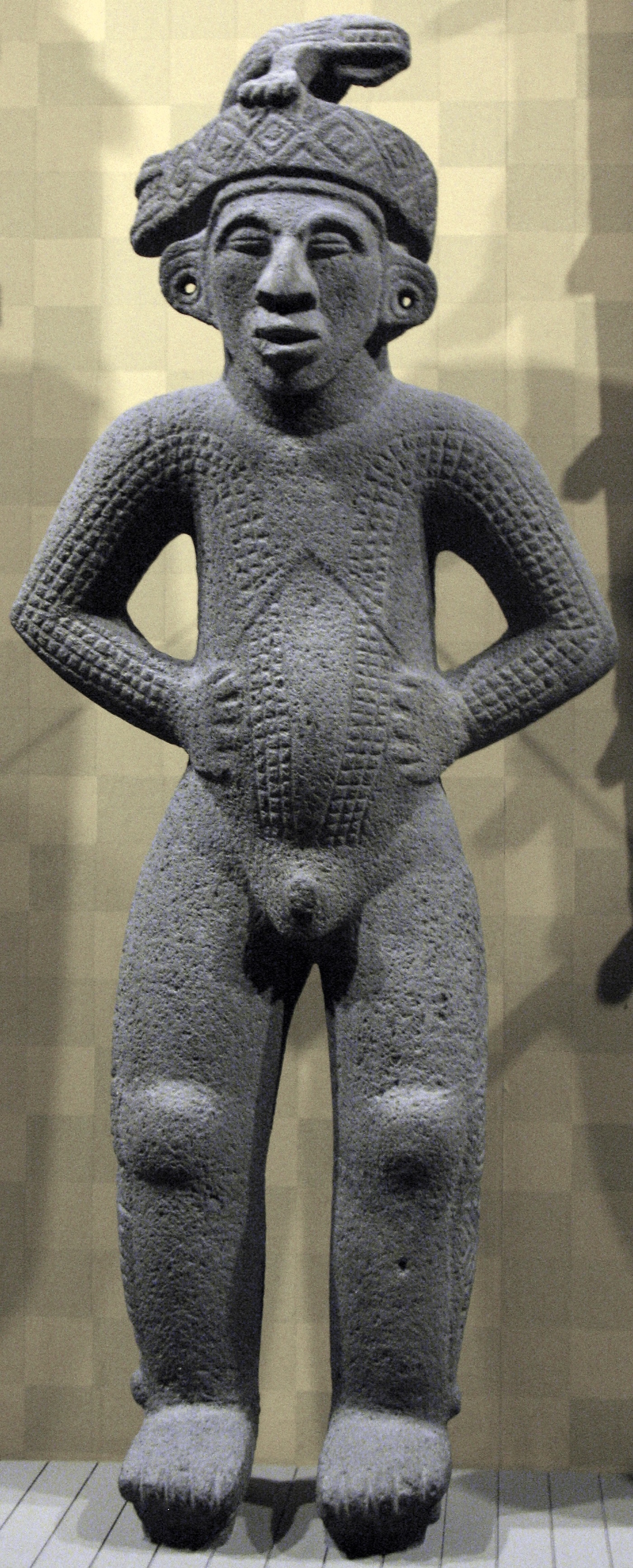
Huetár szobor az Amerikai Természettudományi Múzeumban

A Keleti Huetár Királyság, más néven el Guarco uralma, egyike annak a két nagy királyságnak, amelyet a huetár népcsoport hozott létre Costa Rica központi völgyében. A spanyol hódítás idején a király Correque, a rettegett törzsfőnök, El Guarco fia volt. Ez a királyság kisebb volt, mint a nyugati szomszédja, amelyet Garabito irányított nagyobb birodalmának részeként. A Keleti Huetár Királyság területe a Virilla folyó partjától a Tierradentróban lévő Chirripó hegyig terjedt. A mai Paraiso kanton területét két hűbéres törzsfőnök, Abituri és Turichiqui irányították, emellett Ujarrásban és Orosiban is voltak őslakos települések, amelyeket a spanyol Ignacio Cota 1561-ben felkeresett.
A Perafán de Ribera által 1569-ben végzett törvénytelen felosztásban két földrajzi területet határoztak meg, amelyekre a területen élő őslakos törzseket csoportosították: Nagy Turriarva és Kis Turriarva. Az elsőbe tartoztak a jelenlegi Aquiares, Colorado, Santa Cruz városok, két törzsfőnök, Tabaco és Hurrea irányítása alatt; a másodikba pedig a jelenlegi Margot, Azul, Jesús María, Alto Varal, Cimarrones és Lajas városok.

## Fordítás
Ez a szócikk részben vagy egészben  az   Eastern Huetar Kingdom című angol Wikipédia-szócikk ezen változatának fordításán alapul.  Az eredeti cikk szerkesztőit annak laptörténete sorolja fel. Ez a jelzés csupán a megfogalmazás eredetét és a szerzői jogokat jelzi, nem szolgál a cikkben szereplő információk forrásmegjelöléseként.